# Albert Camus
 Albert Camus  (franceză: [albɛʁ kamy] ⓘ; n. 7 noiembrie 1913, Dréan, Franța – d. 4 ianuarie 1960, Villeblevin, Bourgogne, Franța) a fost un romancier, dramaturg și filozof algerian, francez, reprezentant al existențialismului. În anul 1957 a primit Premiul Nobel pentru Literatură.

## Motivația Juriului Nobel
"...pentru importanta lui creație literară care, cu o lucidă stăruință, aruncă o lumină asupra problemelor conștiinței umane din vremea noastră" .

## Biografie
Se naște într-un ținut sărac al Algeriei, Dréan - părinții săi fiind stabiliți aici încă din 1871.
Albert este al doilea fiu al soților Camus, născut după fratele său mai mare, Lucien. Prima mare experiență a existenței pe care o trăiește Camus este cea a sărăciei. Tatăl său,  Lucien Camus, un țăran francez, moare în primele lupte ale Primului Război Mondial. Mama sa, Catherine Camus, de origine spaniolă, analfabetă, împreună cu cei doi fii, se stabilește la Alger, unde a muncit întâi la o fabrică de cartușe, iar apoi a spălat rufele cu ziua, la familiile avute. 
Albert își petrece copilăria lângă mama sa, aproape surdă și care vorbea foarte puțin, un unchi infirm, de meserie dogar și, fratele său, Lucien. Mediul familial, aflat sub semnul lipsurilor elementare, îi marchează profund personalitatea.

„Ducând o viață săracă”, nota el în Caiete, „printre oamenii aceia umili sau vanitoși, eu am atins în modul cel mai sigur ceea ce mi se pare a fi adevăratul sens al vieții”. 

Oricum ar fi arătat mediul copilăriei, el îl identifică cu paradisul pierdut. Este un sentiment de recunoștință care nu ia decât forma conștiinței vinovate, căci oamenilor bogați cerul li se pare un dat firesc, iar pentru cei săraci este un har infinit.
Și, într-adevăr, bucuriile cerului, ale lumii și aerului le înlocuiau pe cele pe care nu i le putea oferi o copilărie orfană și dominată de umbrele nevoii. Complexul recuperării valorilor pierdute îl înrobește și Camus este mereu pe drumuri spre a-și completa fondul de cunoștințe, impresii, senzații.
Se pare că nu-și dorea să fie un om de excepție, un geniu, ci prefera normalitatea: „Sunt un om mediu plus o existență. Valorile pe care aș simți nevoia să le apăr sunt valori medii”. Și totuși din odiseea sa nu lipsește miza cea mai înaltă: vrea, în taină, să obțină absolutul, ca și eroul său, Meursault.

## Studiile
În următorii ani, absolvă cursurile școlii comunale, după care urmează, ca bursier, cursurile liceului din Alger, și studii universitare de filozofie, luîndu-și licența cu teza Metafizica creștină și neoplatonismul, care are ca obiect raportul dintre elenism și creștinism la Plotin și Sfântul Augustin. Din aceeași perioadă datează și afirmația: "Mă simțeam un grec trăind într-o lume creștină".

Camus trăiește intens extremele existențiale: se dedică sportului, devine un celebru fotbalist, cu o formă de glorie accentuată. La vârsta de 17 ani apar primele simptome ale tuberculozei. Boala îl determină să aleagă o viață mai retrasă. 

## Activismul politic
În 1933, odată cu venirea lui Adolf Hitler la putere, Camus a participat activ într-o mișcare antifascistă.

În 1934, Camus s-a căsătorit cu Simone Hié - căsătorie care nu a durat mai mult de un an - 
 și s-a înscris în Partidul Comunist Francez, unde primește sarcina de partid de a se ocupa cu propaganda în mediile musulmane (deși spunea altundeva că "libertatea n-a învățat-o de la Marx, ci din mizerie".

Camus a părăsit Partidul Comunist Francez, după unele surse, această ruptură ar fi intervenit în anul 1935, iar după altele, în 1937, în împrejurări și din motive care nu sunt  clare.

## Ultimii ani de viață
În toată această perioadă Camus și-a continuat studiile la Facultatea din Alger, având concomitent diverse ocupații pentru a-și câștiga existența. La izbucnirea cel de-Al Doilea Război Mondial Camus a încercat să se înroleze, dar este respins din cauza sănătății. El pleacă la Oran – „un oraș obișnuit și nimic mai mult decât o prefectură franceză de pe coasta algeriană” – unde va plasa acțiunea romanului Ciuma.

În 1940 se căsătorește cu Francine Faure, originară din Oran. În 1941 începe să lucreze la romanul Ciuma.

În 1942 un reviriment al bolii sale îl obligă pe Camus să se odihnească la Chambon-sur-Lignon. La 8 noiembrie 1942 are loc debarcarea trupelor anglo-americane în Africa de Nord, fapt care îl separă până la Eliberare pe Camus de soția sa, rămasă la Oran.

În 1946 termină de scris romanul Ciuma. Vine, apoi, amurgul împlinirilor, marcat și de decernarea Premiul Nobel pentru literatură în 1957. După trei ani, la 4 ianuarie 1960, moare într-un accident de mașină, în timp ce se întorcea la Paris, din scurta vacanță a sărbătorilor de iarnă, de la schi. La locul accidentului a fost găsit în noroi, manuscrisul romanului la care Camus lucra în acel moment, "Primul om". Autorul și-a dorit ca acesta să fie capodopera, iar unii critici consideră că, deși neterminat, acesta este unul dintre cele mai bune romane ale sale.

## Omul revoltat
Omul camusian, așa cum este portretizat în discursul cu ocazia decernării premiului Nobel, se naște la începutul Primului Război Mondial, are douăzeci de ani când vine la putere nazismul, își continuă educația, confruntându-se cu Războiul civil din Spania, cu cel de-al Doilea Război Mondial, cu calvarul torturilor, închisorilor, lagărelor de concentrare și pericolului atomic.

A avut, deci, premisele ca să adere la curentele nihiliste ale epocii sale. 

## Universul operei sale filosofico-literare
Personalitate complexă a culturii franceze, Albert Camus se afirmă ca scriitor paralel și tangențial cu formarea unui nou curent ideologic, existențialismul, al cărui fundament teoretic îl oferă prin intermediul în principal a două eseuri filozofice (Mitul lui Sisif – 1942 și Omul revoltat - 1951), deși toată viața a negat această contribuție.

Opera lui cuprinde romane, povestiri, piese de teatru și eseuri, ilustrând în ansamblu raportul dintre solitar și solidar în umanitate sau – cum nota biograful său, Roger Grenier – "soarele și umbra unui suflet mediteranean".

Volumele sale de povestiri Reversul și Fața, Exilul și împărăția conțin în formă artistică episoade ale copilăriei algeriene și chiar momente ulterioare, fără să anticipeze tematica romanelor.

Moartea fericită este varianta inițială a romanului Străinul (1942), căruia i-au urmat alte doua romane: Ciuma (1946) și Căderea (1956), care propuneau două atitudini existențiale numite explicit și în eseuri: constatarea absurdului existenței, care dizolvă voința, și lupta, care anulează temporar lipsa de sens a vieții.

Piesele de teatru Caligula (1938), Neînțelegerea (1944), Starea de asediu (1948) și Cei drepți (1949) formează dramaturgia camusiană care reia în formă dramatizată idei din romanele și eseurile sale.

Spre exemplu, cea de-a doua piesă prezintă o situație de un tragic absurd: o hangiță și mama sa ucid într-o seară un client necunoscut, descoperind că acesta le era frate, respectiv fiu, iar de această "neînțelegere" ia notă străinul – Meursault – în închisoare, citind un articol de ziar, lipit de peretele celulei sale.

„Ciclul absurdului” este termenul folosit de Albert Camus pentru a face referire la o parte din opera sa: Străinul (roman), Caligula (piesă de teatru), Mitul lui Sisif (eseu), Neînțelegerea (piesă de teatru).

## Filosoful existențialist
Exegeții operei camusiene au stabilit că autorul francez poate fi considerat un filozof al absurdului și al revoltei, iar acest fapt se datorează celor două mituri conturate în eseuri: al asumării suferinței (Mitul lui Sisif) și al salvării (Omul revoltat).
Școala filozofică din care face parte, astfel, eseistul este cea a existențialismului, în sensul etimologic al cuvântului, sens pe care îl precizează și Ion Vitner în studiul Albert Camus sau tragicul exilului: "Existență (ex-sistere) înseamnă, într-adevăr, «a fi situat în afară de», adică are sensul unei separări, al unei rupturi sau – cum traduce Camus – al unui exil, al unei înstrăinări".
Primul său eseu urmează, la interval de numai un an, romanului Străinul și oferă o fundamentare teoretică a poveștii unui exil printre oameni. Definind absurdul ca "un rău al spiritului", Camus consideră că rațiunea prezenței acestuia în existență este "contrastul dintre strigătul ființei și tăcerea ilogică a lumii".

"Nu poate fi dragoste de a trăi fără disperare de a fi" – crede eseistul și acest paradox impune două noțiuni noi pentru gândirea veacului: "omul absurd, cel care, fără s-o nege, nu face nimic pentru eternitate" (cum ar fi exemplele unor Don Juan, Kirilov, Franz Kafka) și libertatea absurdă, care implică pasiunea, revolta, sinuciderea.
Ca și în cazul unor filozofi precum Blaise Pascal, Lev Șestov sau Karl Jaspers, eseul nu postulează adevăruri ultime, ci mai curând, într-un lirism exagerat, tinde să definească absurdul ca principiu destructiv al unei lumi în care totuși "trebuie să ni-l imaginăm pe Sisif fericit".
Precedat de articolul Remarcă asupra revoltei, cel de-al doilea eseu, Omul revoltat, ilustrează, prin conținutul său dens, o formulă reînnoită a dictonului cartezian: "mă revolt, deci suntem". În interpretarea lui Camus, revolta este deci singurul mijloc de a depăși absurdul. Ea este prima evidență care scoate omul din singurătate, care îl socializează pe Sisif:
"Dacă avem conștiința neantului și a non-sensului, dacă găsim că lumea este absurdă și condiția umană de nesuportat, nu este acesta sfârșitul și nu ne putem opri aici. În afară de sinucidere, o altă reacție a individului este revolta instinctivă. Astfel, din sentimentul absurdului, vedem născându-se ceva ce îl depășește."
La limita dintre glossă și poezie, Camus îl descrie pe Sisif singur pe stânca lui, surprinzându-i o psihologie de condamnat. Singura formă de revoltă care îi este permisă, în situația lui absurdă, este curajul de a-și spune că e fericit. Spre deosebire de el, omul revoltat nu este singur, de vreme ce se revoltă împotriva celorlalți, iar finalitatea acestei atitudini poate fi reperabilă atât în existență, cât și în artă: " - arta este o manifestare care exaltă și neagă în același timp".

## Romanele lui Camus
Romanele autorului francez propun un conținut problematic (Străinul), formule narative noi (structuri epice inserate într-un monolog - Căderea) și sensuri alegorice dezvoltate într-un permanent plan secund al scriiturii (simbolul răului - pesta).
Meursault, protagonistul primului roman publicat, Străinul, ucide un om în timpul unei încăierări. Cum a ucide "din cauza soarelui" nu poate fi o motivație acceptată nici de apărare, nici de acuzare, el asistă în timpul procesului la deformarea realității de către ambele părți, care admit ca probă concludentă faptul că eroul nu a plâns la moartea mamei sale.
Rememorându-și existența, Meursault are sentimentul că trăiește o farsă și că absurdul i-a întins o cursă din care nu are cum să iasă decât condamnat, deoarece gloanțele trase în arab au fost "bătăile în poarta nenorocirii".
Un alt "străin" este și personajul romanului Căderea, care nu se susține prin epic, ci tocmai prin semnificațiile exilului, dezvoltare în subtext. Jean-Baptiste Clemence este un avocat parizian celebru, a cărui specialitate au fost cauzele nobile și a cărui conduită s-a desfășurat exemplar, până când, într-o seară, a văzut o femeie aruncându-se în apele Senei și el nu a făcut nimic pentru a-i împiedica sinuciderea. Acest moment îl transformă în judecător al Sinelui, iar textul, integrând posibile ecouri dostoievskiene (din Însemnări din subterană) sau ecouri din William Faulkner (din Recviem pentru o călugăriță), construiește un monolog în care singura voce a cărții se acuză și se destramă în fața unui narator imaginar, ce îi potențează sentimentul exilului.

Prozatorul pare să nu acorde eroilor săi șansa de a ieși din absurd, înstrăinare și vinovăție nici măcar prin moarte, care ar fi un final sigur, precizat și terapeutic. Doar romanul Ciuma refuză ideea agoniei perpetue, întrezărind o soluție temporară pentru umanitate: lupta...